# Zdeněk Štybar

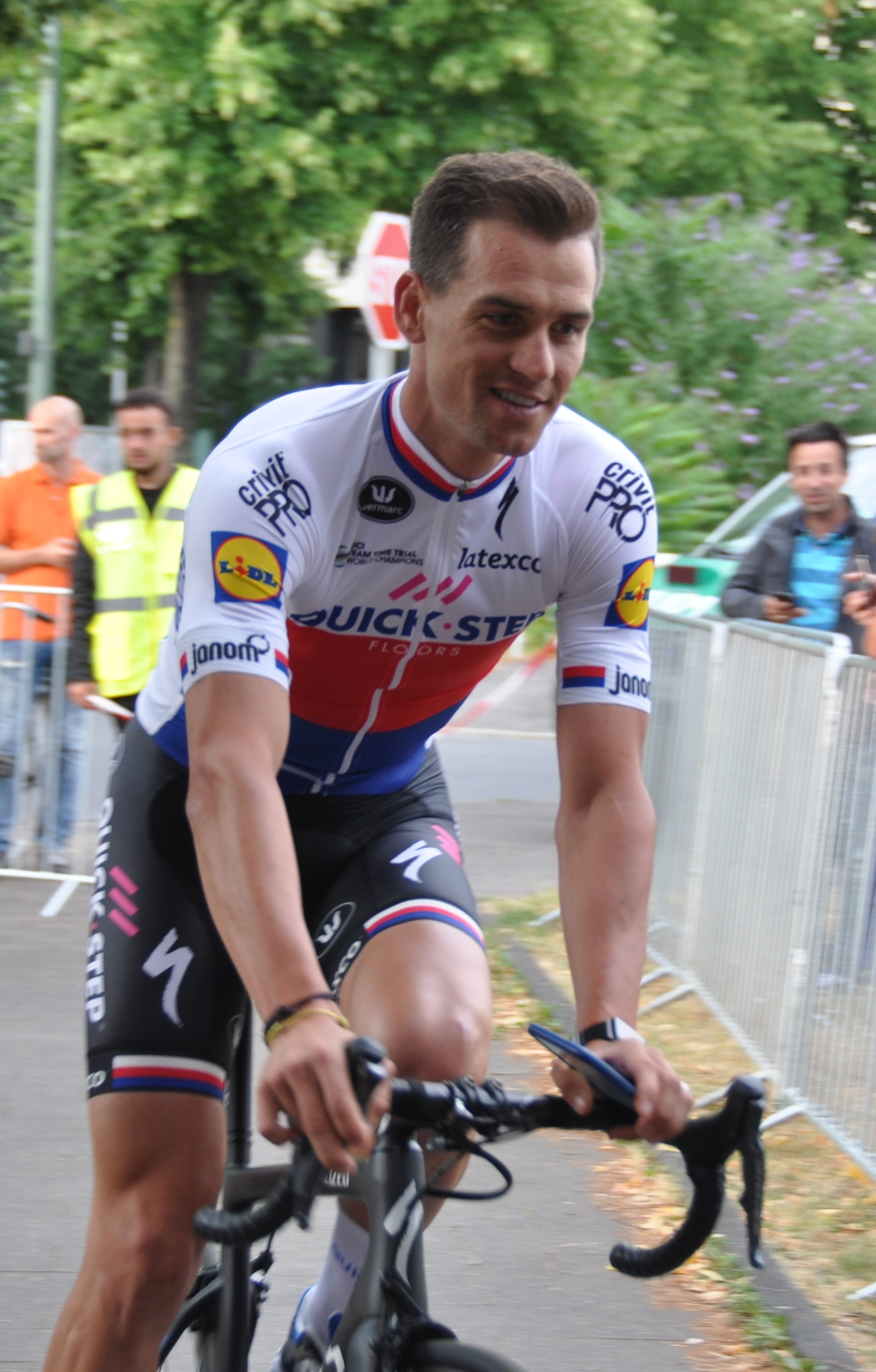
Štybar i den tjeckiska mästartörjan inför starten av Tour de France 2017.

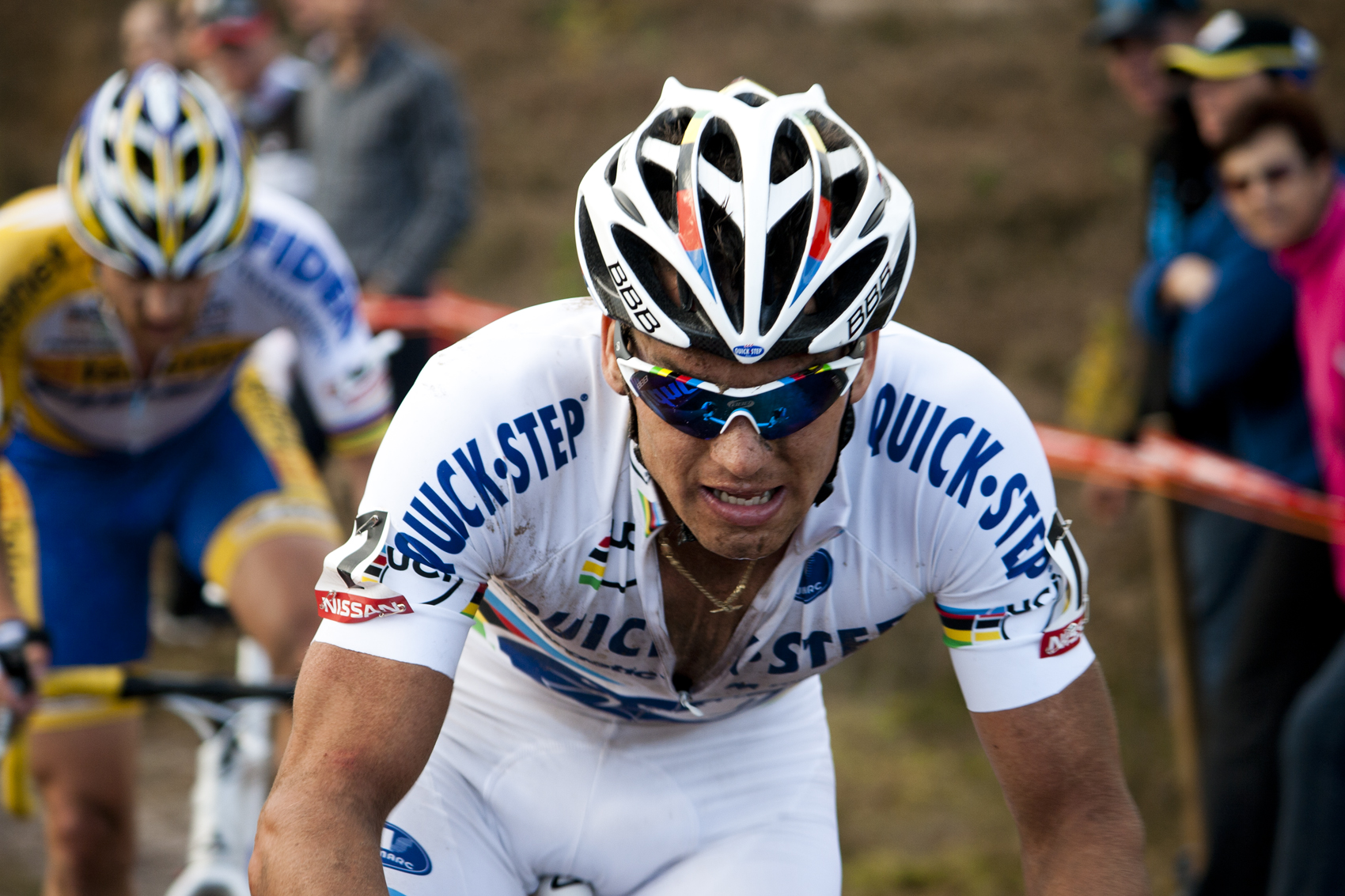
Štybar i cykelcrossens regnbågströja 2011.

Zdeněk Štybar, född den 11 december 1985 i Planá, är en tjeckisk tidigare tävlingscyklist som var professionell från från 2005 till 2023. Han inledde sin karriär som cross-cyklist, men gick alltmer över till landsväg, särskilt efter 2011 då han gick till Quick-Step-stallet. I cykelcross blev han trefaldig världsmästare (2010, 2011 och 2014), efter att ha vunnit två VM-silver (2008 och 2009). Han blev också slutsegrare i både UCI World Cup och Superprestige säsongen 2009/2010, samt tjeckisk mästare sju gånger (sex år i följd). På landsväg vann han en etapp i vardera Tour de France och Giro d'Italia, Eneco Tour totalt (2013), samt endagsloppen Strade Bianche (2015), Omloop Het Nieuwsblad (2019) och E3 BinckBank Classic (2019). Nämnvärda är även hans två andraplatser i Paris–Roubaix (2015, 2017).
Štybar startade i nio Grand Tours (6 Vuelta a España, 2 Tour de France och 1 Giro d'Italia – ett lopp per år 2012–2021 utom 2014) och fullföljde alla gånger utom en (avbröt Vueltan 2013 på etapp 15). Han gjorde 32 starter i Monumenten (tio i vardera Paris–Roubaix och Flandern runt och nio i Milano–Sanremo), fullföljde 30 (bröt de båda gångerna han startade i Lombardiet runt) och placerade sig i top-10 vid tio tillfällen. Därtill representerade han Tjeckien i linjelopp vid de olympiska spelen 2016 pch 2020, men avbröt loppet vid båda tillfälena.
Štybar, som vunnit "grusvägsloppet" Strade Bianche 2015, och åren därefter blivit tvåa–fyra–sjua–fyra–sexa i detta lopp, ställde även upp i UCI:s första världsmästerskap i gravel 2022 och kom då på en sjunde plats – samma placering som han uppnått året före i linjeloppet vid VM på landsväg.
Zdeněk Štybar utsågs till Král cyklistiky ("Cykelkung") 2014 och 2015 av det tjeckiska cykelförbundet.

## Meriter – landsväg
| 2006 Vinnare av etapp 3 i Tour des Pyrénées Vinnare av etapp 6 i Volta Continental a Lleida 2007 3:a i Grand Prix Criquielion 2010 Vinnare av prologen (ITT) i Okolo Slovenska 2011 3:a totalt i Dunkerques fyradagars 3:a i linjelopp vid Tjeckiska mästerskapen 6:a i individuellt tempolopp vid Tjeckiska mästerskapen 2012 Vinnare av etapp 3 i Polen runt 2:a totalt i Dunkerques fyradagars Vinnare av etapp 4 2:a i individuellt tempolopp vid Tjeckiska mästerskapen 5:a i linjelopp vid Tjeckiska mästerskapen 10:a i Paris–Tours 2013 Vinnare totalt av Eneco Tour Vinnare av etapperna 3 och 7 Vinnare av etapp 7 i Vuelta a España 6:a i Paris–Roubaix 2014 Vinnare av Binche–Chimay–Binche Tjeckisk mästare i linjelopp Vinnare av etapp 2 i Eneco Tour 3:a i individuellt tempolopp vid Tjeckiska mästerskapen 5:a i Paris–Roubaix 7:a i Milano–Sanremo 10:a i Clasica San Sebastian 2015 Vinnare av Strade Bianche Vinnare av etapp 6 i Tour de France 2:a i Paris–Roubaix 2:a i E3 Harelbeke 3:a totalt i Czech Cycling Tour Vinnare av poängtävlingen Vinnare av etapp 4 3:a i Vuelta a Murcia 7:a i Omloop Het Nieuwsblad 9:a i Flandern runt | 2016 2:a i Strade Bianche 2:a i Binche–Chimay–Binche 2:a i linjelopp vid Tjeckiska mästerskapen 3:a i Trofeo Pollenca 7:a totalt i Tirreno–Adriatico Vinnare av etapp 2 7:a totalt i Eneco Tour 8:a i Flandern runt 8:a i Giro del Piemonte 2017 Tjeckisk mästare i linjelopp 2:a i Paris–Roubaix 4:a i Strade Bianche 9:a i Kuurne–Bryssel–Kuurne 2018 Vinnare av poängtävlingen i BinckBank Tour 5:a i linjelopp vid Tjeckiska mästerskapen 6:a i Grand Prix Cycliste de Québec 6:a i Dwars door Vlaanderen 6:a i Bretagne Classic Ouest-France 7:a i Strade Bianche 7:a i individuellt tempolopp vid Tjeckiska mästerskapen 8:a i Gent–Wevelgem 9:a i Paris–Roubaix 9:a i E3 Harelbeke 10:a i Flandern runt 2019 Vinnare av E3 BinckBank Classic Vinnare av Omloop Het Nieuwsblad 4:a i Strade Bianche 6:a totalt i Volta ao Algarve Vinnare av etapp 5 8:a i Paris–Roubaix 10:a i linjelopp vid Tjeckiska mästerskapen 2020 Vinnare av etapp 6 i Vuelta a San Juan Internacional 2:a i linjelopp vid Tjeckiska mästerskapen 6:a i Strade Bianche 2021 5:a i E3 Saxo Bank Classic 6:a i individuellt tempolopp vid Tjeckiska mästerskapen 7:a i linjelopp vid Världsmästerskapen 7:a i Primus Classic 2022 2:a i Tour of Leuven 2023 3:a i Sun Hung Kai Properties Hong Kong Cyclothon |

## Meriter – gravel
2022
7:a vid Världsmästerskapen

## Meriter – cykelcross
I Tjeckien kördes separata juniormästerskap i december, vilka sedan följdes av senior-/elitmästerskapen i januari (men ingen U23-klass var införd).

### Junior (U19)
| 2001/2002 3:a vid Juniorvärldsmästerskapen 3:a vid Tjeckiska juniormästerskapen | 2002/2003 Tjeckisk juniormästare 3:a vid Juniorvärldsmästerskapen |

### U23
| 2003/2004 6:a vid Världsmästerskapen (U23) 2004/2005 U23-världsmästare 3:a totalt i UCI World Cup (U23) 9:a totalt i Superprestige (U23) | 2005/2006 U23-världsmästare 3:a vid Europamästerskapen (U23) 3:a totalt i Trofee veldrijden (U23) 5:a totalt i Superprestige (U23) | 2006/2007 2:a vid Europamästerskapen (U23) 2:a totalt i Superprestige (U23) 4:a vid Världsmästerskapen (U23) 4:a totalt i UCI World Cup (U23) 8:a totalt i Trofee veldrijden (U23) |

### Elit
Världsmästerskapen och tjeckiska mästerskapen kördes i januari/februari. UCI World Cup, Superprestige och Cyclo-cross Trofee består av deltävlingar spridda under säsongen. UCI:s världsranking anger ställningen vid säsongens slut i mars. Under de flesta av de åtta säsonger som inte medtagits i tabellen nedan körde Štybar något enstaka lopp, men nådde inga nämnvärda placeringar (som bäst en 18:e plats vid VM 2020/2021).
| SäsongTävling          | 2002 2003 | 2003 2004 | 2004 2005 | 2005 2006 | 2006 2007 | 2007 2008 | 2008 2009 | 2009 2010 | 2010 2011 | 2011 2012 | 2012 2013 | 2013 2014 |  | 2018 2019 |  | 2023 2024 |
| ---------------------- | --------- | --------- | --------- | --------- | --------- | --------- | --------- | --------- | --------- | --------- | --------- | --------- |  | --------- |  | --------- |
| Världsmästerskapen     | Jun.      | U23       | U23       | U23       | U23       |           |           |           |           | 13        | –         |           |  | –         |  | 31        |
| Tjeckiska mästerskapen | 9         | 8         |           | 5         |           |           |           |           |           |           |           | –         |  | 4         |  |           |
| UCI World Cup          | –         | –         | X         | X         | X         | X         |           |           | 11        |           | 46        | 43        |  | 66        |  | –         |
| Superprestige          | –         | –         | –         | –         | –         | 4         | 8         |           |           |           | 19        | 20        |  | –         |  | –         |
| Trofee veldrijden      | –         | –         | –         | –         | 8         |           |           |           |           |           | 12        | 22        |  | 25        |  | 68        |
| UCI:s världsranking    | –         | 54        | 39        | 15        | 19        | 5         | 2         | 1         | 4         | 3         | 32        | 18        |  | 159       |  | 125       |

X = Avhölls ej (ingen individuell världscup hölls dessa säsonger).     Jun./U23 = Deltog i junior-/U23-klassen, men ej i elitklassen.